# Stenocrates frater
Stenocrates frater är en skalbaggsart som beskrevs av Roger Paul Dechambre 2006. Stenocrates frater ingår i släktet Stenocrates och familjen Dynastidae. Inga underarter finns listade i Catalogue of Life.